# Anton Cuffolo
Anton Cuffolo /kúfolo/ (tudi Anton Kofol), slovenski rimskokatoliški duhovnik ter narodni in kulturni delavec v beneški Sloveniji, * 19. september 1889, Platišče, † 13. oktober 1959, Čedad.
Srednjo šolo in bogoslovje je končal v italijanskem Vidmu. Zaradi vpoklica pod orožje se je moral 17. julija 1914 na sam dan nove maše javiti v vojašnici. Bil je pri sanitejcih v Bologni in Benetkah, kasneje je prišel za
vojnega kurata na soško fronto. Bil je ranjen, nato pa je zbolel še za kolero, po okrevanju je po koncu 1. svetovne vojne najprej vodil župnijo v Mirniku (ital. Mernicco) ter skrbel za briške begunce, od 6. marca 1920 do smrti pa je bil vikar in župnik v Lazah v Nadiški dolini. Kot zvest učenec Ivana Trinka se je bojeval za ohranitev Slovenskega jezika v cerkvi in si zato nakopal sovraštvo krajevnih fašističnih oblasti. Z Jožefom Cramarom je bil vzor Francetu Bevku za roman o kaplanu Martinu Čedermacu. Med Beneškimi Slovenci je nabiral in ohranjal narodno blago. Njegov protifašistični in do narodnoosvobodilne borbe naklonjen odnos kaže tudi njegov dnevnik v 3 zvezkih.